# Параклис на српском гробљу у Косовској Митровици
Параклис се налазио на српском гробљу у Косовској Митровици, насељеном месту и седишту истоимене општине на Косову и Метохији. Припадала је Епархији рашко-призренске Српске православне цркве.
Параклис је сазидан на старом црквишту, на садашњем српском гробљу у Косовској Митровици, на излазу из града.

## Разарање цркве 1999. године
Крстови и гробнице су демолиране по доласку француских снага КФОР-а, а параклис је оскрнављен.